# 신응균
신응균(申應均, 1921년 1월 22일~1996년 3월 25일)은 일제강점기와 대한민국의 군인으로, 본관은 평산이다. 2008년 발표된 민족문제연구소의 친일인명사전 수록예정자 명단 중 군 부문에 아버지 신태영과 함께 선정되었으며, 2009년 친일반민족행위진상규명위원회가 발표한 친일반민족행위 705인 명단에도 포함되었다.

## 생애
일본군 장교인 신태영의 아들로 태어났다. 1940년에 일본육군사관학교를 제53기로 졸업하고 일본 제국 육군에 임관하였고 1943년 일본 육군과학교를 졸업하였다. 태평양 전쟁에 중포부대 소속으로 참전했다. 종전 당시에는 육군 소좌였으며, 주둔하고 있던 오키나와섬의 산 속에서 숨어지내다가 1946년 귀국했다.
미군정 시기에 대한민국 국군 장교가 되었다. 포병사령부를 설치하는 등 국군의 포병 병과를 개척하여 '한국 포병의 아버지'로도 불린다. 포병사령관 시절에는 박정희의 상관이기도 했다. 1951년 미국 포병학교 졸업한데 이어, 1957년 미국 육군참모학교를 졸업하였다.
1959년에 중장으로 예편하고, 1959년 주 터키대사에 임명되었다. 4·19 혁명이 일어난 뒤인 1960년 9월 1일 상오, 정부는 주터키 대사 신응균의 사표를 수리하였다. 장면 정부 당시인 1960년 11월 30일, 국방부차관보에 임명되었다. 국방차관보를 지내던 중 5·16 군사 정변이 발생했다. 정변이 성공한 뒤 정변 세력에 동참하여 1961년에 국방부차관, 7월에 주서독대사에 임명되었다. 하인리히 뤼프케 서독 대통령은 1961년 7월 29일, 신임 주독 한국대사 신응균을 접견하고 그의 신임장을 받았다. 1963년 7월, 신응균은 하버드 대학에서 수학하기 위해 본부 대기대사로 물러나고, 후임으로 전 외무부장관 최덕신이 기용되었다. 1965년: 외교안보연구원 원장, 1966년: 과학기술연구소 부소장을 거쳤다. 특히 1970년에는 국방과학연구소를 설립해 초대 소장을 맡았고, 1976년에는 한국경영과학회의 전신인 운영과학회를 창설하고 초대 회장이 되었다.
2008년 발표된 민족문제연구소의 친일인명사전 수록예정자 명단 중 군 부문에 아버지 신태영과 함께 선정되었으며 2009년 친일반민족행위진상규명위원회가 발표한 친일반민족행위 705인 명단에도 포함되었다.

## 학력
- 충청남도 대전고등보통학교
- 일본 육군사관학교 제53기 졸업
- 일본 육군과학전학교 졸업
- 일본 육군포공학교 졸업
- 대한민국 육군사관학교 정훈 1기 졸업
- 대한민국 육군보병학교 졸업
- 미국 육군포병학교 졸업
- 미국 육군야전포병학교 졸업
- 미국 육군참모대학교 졸업
- 대한민국 국방대학교 학사 졸업

## 기타 약력
- 1972년: 과학기술연구소 상임감사
- 1973년 ~ 1982년: 재향군인회 부회장
- 1973년: 외교협의회 이사 겸 사무총장
- 1975년: 국방과학연구소 상임감사
- 1979년: 한국과학기술단체총연합회 부회장
- 1982년: 국제화재해상보험 고문
- 1982년: 대일화학 감사
- 1984년 ~ 1990년: 한국과학기술단체총연합회 감사
- 1985년: 국제로타리365지구 총재
- 1990년: 한국과학기술단체총연합회 고문
- 1990년: 대한민국 민주평화통일자문회의 위원

## 신응균을 연기한 배우
- 코리아게이트 (드라마)(1995, SBS) - 강태기

## 같이 보기
- 일본육군사관학교
- 신태영

## 참고 자료
- 신응균(申應均) -  한국행정연구원

| 전임 정일권 | 제2대 주(駐)터키 대사 1959년 7월 ~ 1960년 9월 1일 | 후임 윤치창 |

| 전임 김업 (10대 사무차관) | 제11대 국방부 사무차관 1961년 5월 22일 ~ 1961년 7월 4일 | 후임 김점곤 (직무대리) |

| 전임 장도영 | 국방부 장관 직무대행 1961년 6월 6일 ~ 1961년 6월 12일 | 후임 송요찬 |